# マーク・サーマン
マーク・サーマン（英: Mark Surman, 1969年2月20日 - ）はカナダ出身のオープンインターネット活動家であり、Mozilla Foundationの会長およびエグゼクティブ・ディレクターである。彼は信頼できるAI、デジタルプライバシー、オープンインターネットの支持者である。Mozilla Foundationに参加する以前、サーマンは15年以上にわたり、世界各国でインターネットおよびオープンソースの活用による社会的エンパワーメントを促進する組織やプロジェクトの指導に携わってきた。
サーマンは現在も積極的に様々な委員会に関与しており、マクマスター大学の公共政策・デジタル社会修士課程の諮問委員を務めている。また、欧州AI基金の運営委員会の共同議長、およびMozilla Foundationの理事を務めている。
彼の執筆は『ワシントン・ポスト』、『CNN.com』、『グローブ・アンド・メール』、『クロニクル・オブ・フィランソロピー』、MITの『Innovations』、『ファスト・カンパニー』などに掲載されている。2005年には『Commonspace: Beyond Virtual Community』をプレンティスホールから出版した。

## 教育と初期の職歴
サーマンは1996年にトロント大学でコミュニティ・メディア史の学士を取得した。学士論文の題名は『Wired Words: Utopia, Revolution, and the History of Electronic Highways』であった。この論文はインターネットソサエティのINET'96カンファレンスで発表された。
1998年、サーマンはネットワーク、テクノロジー、社会変革に関する助言を提供するCommons Groupを共同設立し、会長に就任した。この時期、マークは活動家団体のためのコンテンツ公開と共有を目的としたオープンソースプロジェクト「APC Action Apps」の開発も主導した。
2005年から2008年まで、サーマンはtelecentre.orgのマネージング・ディレクターを務めた。このプロジェクトは、カナダの国際開発研究センター、スイス開発協力庁、マイクロソフトにより設立され、グローバルなテレセンターコミュニティのネットワーク化とその持続可能性の向上を目指した。マークはまた『From the Ground Up: the Evolution of the Telecentre Movement』の共同編集も務めた。
2007年、サーマンは初のシャトルワース財団フェローシップの一つを授与された。シャトルワース財団は、オープンソース手法を活用して社会変革を目指す個人に資金提供を行っている。彼はこの財団で、オープンソース手法を慈善活動に適用する方法についての考察を進め、『ケープタウンオープンエデュケーション宣言』の策定にも貢献した。